# Ochotona ladacensis
Il pica del Ladak (Ochotona ladacensis Günther, 1875) è un mammifero lagomorfo della famiglia degli Ocotonidi.
Come il nome suggerisce, la specie è diffusa nell'omonima regione indiana: tuttavia, la si può trovare un po' in tutto il Kashmir, oltre che nella parte occidentale della cordigliera himalayana e dell'altopiano tibetano. Predilige le aree rocciose ad una buona altezza.
Si tratta di animali simili a grossi criceti, con piccole orecchie e corpo dalla costituzione massiccia: il pelo, di colore grigio-bruno d'inverno, presenta in estate calde sfumature bruno-rossicce.
Essi sono prevalente diurni: presentano picchi di attività durante il mattino e prima del crepuscolo, quando la temperatura è più fresca, mentre durante le ore centrali della giornata cercano rifugio all'ombra o al riparo delle proprie tane. Infatti di animali malsopportano temperature superiori ai 20 °C.

Hanno in genere regime di vita solitario e mal sopportano la presenza di estranei all'interno del proprio territorio: questi ultimi vengono ammoniti con i classici fischi che caratterizzano tutte le specie di pica. Lo stesso tipo di fisciho serve ad avvertire tutti gli esemplari nei paraggi dell'avvicinarsi di un pericolo imminente, come un predatore od in generale un estraneo. Gli stessi contatti fra partner durante la stagione degli amori sono piuttosto cruenti.

Come tutti i pica, questi animali sono strettamente erbivori e, vista la relativa inospitalità del loro habitat naturale, si nutrono di praticamente qualsiasi tipo di materiale vegetale riescano a reperire. Sono soliti accumulare provviste di erbe essiccate per l'inverno: tuttavia, a causa dei frequenti furti a cui le riserve poste ad essiccare sono soggette, capita piuttosto spesso che queste ultime vengano a terminare prima della fine della stagione fredda, rendendo necessarie frequenti sortite degli animali (che in inverno non cadono in letargo) alla ricerca di cibo. In questi casi, i pica sono soliti scavare dei tunnel al di sotto del manto nevoso, in modo tale da poter allontanarsi anche di alcune decine di metri dalla propria tana, senza eccessivi timori di venire intercettati da predatori che eventualmente vengano a trovarsi nei paraggi.